# Luis Miguel Incháustegui
Luis Miguel Incháustegui Zevallos (16 de febrero de 1970) es un abogado y político peruano. Fue desde el 6 de agosto de 2020 hasta el 10 de noviembre del mismo año Ministro de Energía y Minas del Perú durante el Gobierno de Martín Vizcarra.

## Biografía
Miguel inchaustegi hijo de  Juan Incháustegui Vargas y de María Luisa Zevallos Pacheco.
Estudió Derecho en la Universidad de Lima.
De 2000 a 2004 fue jefe del departamento legal de Volcán Compañía Minera.
De 2004 a 2009 laboró en Gold Fields La Cima, en la cual fue gerente legal y de relaciones institucionales. 
De 2009 a 2012 fue vicepresidente de Asuntos de Gobierno de Lumina Copper S.A.C.
En 2012, regresó a Gold Fields La Cima como vicepresidente de asuntos corporativos.
En 2018, fue designado como viceministro de Minas del Ministerio de Energía y Minas.

### Ministro de Energía y Minas
El 6 de agosto de 2020 fue designado Ministro de Energía y Minas por el presidente Martín Vizcarra.